# Castillo de Merola
El Castillo de Merola o Torre de Merola es un edificio de la población de Puig-reig perteneciente a la comarca catalana del Bergadá en la provincia de Barcelona. Incluido en el Inventario del Patrimonio Arquitectónico de Cataluña y protegido como Bien Cultural de Interés Nacional.

## Historia
Merola se encuentra documentado como fortaleza desde el 983. El lugar de Merola formaba parte del término del castillo de Puig-reig en los siglos IX y X, y era habitado por agricultores en alodio. La iglesia románica de Santa María de Merola ya estaba documentada en 1050. Se tienen noticias de la familia de los señores de Merola a partir de mediados del siglo XI. La familia de los señores de Merola aparece citada como vicarios del Castillo de Puig-reig y protectores del monasterio de San Pedro de la Portella. En el siglo XII aumentó su protagonismo; Bernardo de Merola, uno de los miembros más activos, fue amigo de Guillem de Bergadá, el trovador, y se enfrentó repetidamente con el obispo de Vic. Se casó con Berenguela de Joval, con lo cual aumentó considerablemente su patrimonio con castillos como el de Olius, Joval y Lavit. Probablemente fue Bernardo de Merola quien hizo construir la torre y la fortaleza.  Su nieto, Bertran de Merola, vendió el patrimonio familiar a Pedro de Olvan (1225). A finales del siglo XIII los dominios del castillo pasaron a los señores de Berga. Posteriormente, todas las posesiones de los señores de Berga, junto con el condado de Pallars, pasaron, por adquisición, a ser posesiones del rey. En el año 1363, la reina Leonor, esposa de Pedro el Ceremonioso, vendió al mercader Pere Fresc de Berga el castillo de Merola, junto con otras posesiones e iglesias.

## Descripción
Sólo se conserva el muro del norte de la torre del homenaje, conocida popularmente con el nombre de  «la torre de los Moros». Se trata de una torre medio derrumbada acabada con almenas. Tiene una altura de 4,95 metros y el muro 1,20 metros de espesor. La construcción es de planta rectangular, casi cuadrada, formada por tres pisos de altura, los dos primeros cubiertos con bóveda y el superior con madera. La torre estaba coronada con almenas y se accedía mediante dos puertas, probablemente de arco de medio punto adintelado. La fábrica de construcción se muestra bastante regular y colocada en hiladas denota una obra del siglo XII. Buena parte de las piedras de la edificación de la torre y de la fortificación fueron aprovechadas en los siglos posteriores para construir las masías del término de Merola.

## Leyenda del caballero de Merola
Joan Amades recoge una leyenda sobre el «caballero de Merola»: cuando el rey Jaime I el Conquistador conquistó Valencia, en Barcelona, al saberse la noticia de la rendición de la ciudad, hubo una gran alegría en el palacio, y la reina y las principales damas esposas e hijas de los caballeros que estaban en la campaña se entusiasmaron para ir a Valencia y dar una sorpresa a sus maridos y padres. Y así lo hicieron. Llevadas por el entusiasmo reinante entre nuestra gente, quisieron llegar al límite de lugar que se había fijado como frontera con los moros, a fin de ver la mala cara que hacían los sarracenos, y sin decir nada a nadie organizaron una larga cabalgata para irse tierras allá. Cuando menos se lo podían pensar, se encontraron rodeadas de moros que se les abalanzaron, y seguramente que las habrían hechas prisioneras y las habrían matado si no hubiera sido por la diligencia y del caballero de Merola, que se dio cuenta y, acompañado de un grupo de valientes hombres, siguió la cabalgata de cerca para cualquier posible contratiempo. Para ahuyentar a los moros los guerreros tuvieron que luchar muy encarnizadamente. 
Cuando el rey Jaime y los demás caballeros interesados supieron lo que había pasado, tuvieron un gran disgusto, sobre todo pensar el duelo que habría empañado la gran victoria si la reina y las damas hubieran caído en manos de los moros. El rey llamó al caballero de Merola y le dijo que se sentía obligado con él, que pidiera lo que quisiera, que le sería concedido, fuera lo que fuera, por cuanto para el rey no había nada imposible. El de Merola no se atrevía a pedir, y, ante la insistencia del rey, le dijo que, a lo que él aspiraba, el rey no se lo querría dar. El rey se picó y le repitió que pidiera lo que quisiera, porque para un rey no había nada imposible. El señor de Merola le pidió una de las cinco barras que entonces tenía el escudo real de Cataluña. Efectivamente, el rey encontró que era mucho pedir; pero, como la palabra de rey no vuelve atrás, y le había prometido darle lo que pidiera, se lo concedió. 
Desde entonces el escudo de Cataluña, que tenía cinco barras o palos, pasó a tener sólo cuatro. El escudo del caballero y señor de Merola, que mostraba unas aguas, ostentó en medio un palo rojo de sangre, como el del escudo de Cataluña, concedido por el gran rey Jaime.